# Almofala (Castro Daire)
Almofala is een plaats (freguesia) in de Portugese gemeente Castro Daire en telt 280 inwoners (2001).